# Xã Guthrie, Quận Izard, Arkansas
Xã Guthrie (tiếng Anh: Guthrie Township) là một xã thuộc quận Izard, tiểu bang Arkansas, Hoa Kỳ. Năm 2010, dân số của xã này là 109 người.